# Saiiad
Saiiad (ar. صياد) è un centro abitato della Libia, nella regione della Tripolitania.